# Hannah Montana-videójátékok listája
Ez a szócikk a Disney Channel Hannah Montana című televíziós sorozatán és mozifilmjén alapuló videójátékokat sorolja fel. 2006 és 2009 között hat Hannah Montana-játék jelent meg a Disney Interactive Studios (korábban Buena Vista Games) gondozásában.

## Videójátékok

### Hannah Montana (2006)
A Hannah Montana point-and-click grafikus kalandjáték, melyet a DC Studios fejlesztett és a Buena Vista Games jelentetett meg 2006 októberében Nintendo DS kézikonzolra. A játékos Miley Stewart és Lilly Truscott szerepét öltheti magára, amint megpróbálják megakadályozni, hogy felfedjék Stewart titkos alteregóját, Hannah Montanát. A játékosnak nyomok után kell kutatnia és tárgyakat kell kombinálnia, hogy megoldjon három rejtélyt. A programban egy interaktív párbeszéd- és gesztusrendszer is helyet kapott a többi emberrel való kommunikációhoz. Truscott időre menő kihívások során gördeszkázhat, görkorcsolyázhat vagy rollerezhet is. A játékosok egyedi ruhadarabokat is tervezhetnek és a Nintendo DS vezeték nélküli hálózatán keresztül hozzáférést kaphatnak Montana titkos ruhatárához. A játék történetszálának vége után a játékos továbbra is bejárhatja Malibut.

### Hannah Montana: Music Jam (2007)
A Hannah Montana: Music Jam karrierszimulációs játék, melyet a Gorilla Games fejlesztett és a Disney Interactive Studios jelentetett meg 2007 októberében  Nintendo DS kézikonzolra. A Music Jamben a játékosnak lehetősége van létrehozni a saját dalait, melyekhez videóklipeket is forgathat, majd a kész műveket megoszthatja a többi játékossal. A Nintendo DS kis hatótávolságú vezeték nélküli hálózatán össze lehet kapcsolni több kézikonzolt, hogy a játékosok egy hangszeres zenekart alkossanak.

### Hannah Montana: Spotlight World Tour (2007)
A Hannah Montana: Spotlight World Tour ritmusjáték, melyet az Avalanche Software fejlesztett és a Disney Interactive Studios jelentetett meg 2007 novemberében Nintendo Wii, majd később, 2008 augusztusában PlayStation 2 videójáték-konzolokra. A játékban összesen kilenc turnéhelyszín van, köztük Tokió, London és Párizs. A játékosok a Wii Remote és Nunchuk (Wii), illetve táncszőnyegek (PS2) segítségével irányíthatják Montana mozdulatait. A Spotlight World Tourban összesen tizenhat dal szerepel; 8–8 a televíziós sorozat első, illetve második évadából.

### Hannah Montana: The Movie (2009)
A Hannah Montana: The Movie karrierszimulációs játék, melyet az n-Space fejlesztett és a Disney Interactive Studios jelentetett meg 2009 áprilisában Microsoft Windows, Nintendo DS, PlayStation 3, Xbox 360 és Wii platformokra. A játékos Stewart és Montana szerepét öltheti magára, ahogy Crowley Cornerst barangolják be, közben a családtagjaikkal és barátaikkal is kapcsolatba léphetnek. A feladatok teljesítésével új kulcsfontosságú tárgyak, így dalok vagy koncerttermek nyithatóak meg Montana fellépéseihez. Koncertmódban a játékosok hat különböző helyszínen adhatnak elő kilenc Montana-dalt, köztük hármat a filmből. A játékosok csatlakozhatnak a háttérzenészekhez, így dobolhatnak, szintetizátorozhatnak vagy gitározhatnak is. Az előadásokat pontokkal díjazza a játék, amiket ruhadarabokra és egyéb kiegészítőkre lehet váltani. A The Movie-ban négy minijáték is helyet kapott.

### Hannah Montana: Rock Out the Show (2009)
A Hannah Montana: Rock Out the Show ritmusjáték, melyet a Page 44 Studios fejlesztett és a Disney Interactive Studios jelentetett meg 2009 augusztusában PlayStation Portable kézikonzolra. A játék a korlátozott példányszámú Hannah Montana PSP Entertainment Pack részeként is megjelent, ami a játék mellett egy halványlila PSP-egységet, egy Hannah Montana-epizódokat tartalmazó UMD-lemezt, egy 2 GB-os memóriakártyát és matricákat tartalmazott. A Rock Out the Showban Robbie Ray lebetegedik, így Montanának kell a világ körüli turnéját menedzselni. A játékosnak kell megalkotnia a színpadképet, a számlistát, illetve Montana ruháit is neki kell kiválasztania. A játékban összesen tizenegy dal van, köztük több új a televíziós sorozat harmadik évadából.

### Hannah Montana: Pop Star Exclusive
A Hannah Montana: Pop Star Exclusive akciójáték, melyet az EA Bright Light fejlesztett és a Disney Interactive Studios jelentetett volna meg Nintendo DS kézikonzolra. A Pop Star Exclusive fejlesztését határozatlan időre felfüggesztették, majd megjelenését törölték. A játékosok Montana fotóriporterének szerepét ölthették volna magukra, ahogy az énekesnő turnéját dokumentálják. A játékosoknak fejtörőket kellett volna megoldaniuk, hogy a lehető legideálisabb szögből fényképezzenek, illetve Montana ruháinak kiválasztásában is segédkezniük kellett volna.

### Egyéb játékok
A 2008 októberében Microsoft Windows, PlayStation 3, PlayStation 2, Wii és Xbox 360 platformokra megjelent Disney Sing It, a 2009 októberében PlayStation 2, PlayStation 3 és Wii platformokra megjelent Disney Sing It: Pop Hits, illetve a 2010 októberében PlayStation 3 és Wii platformokra megjelent Disney Sing It: Party Hits című karaokejátékokban is szerepelnek Hannah Montana-dalok. Montana játszható szereplő a 2010 októberében Wiire megjelent Disney Channel All Star Party című partijátékban.

## Fogadtatás
| Játék                | GameRankings                               | Metacritic |
| -------------------- | ------------------------------------------ | ---------- |
| Hannah Montana       | (DS) 73,50%                                | —          |
| Music Jam            | (DS) 65,67%                                | (DS) 61    |
| Spotlight World Tour | (Wii) 68,75% (PS2) 30,25%                  | —          |
| The Movie            | (DS) 45% (X360) 25,75% (PS3) 24% (Wii) 20% | (X360) 25  |
| Rock Out the Show    | (PSP) 50,50%                               | —          |

A 2006 októberében megjelent első Hannah Montana-játékot kedvező kritikákkal illették, a GameRankings gyűjtőoldalon 73,50%-on áll.
Az egy évvel később, 2007 októberében megjelent Music Jam szintén kedvező kritikában részesült, a GameRankings gyűjtőoldalon 65,67%-on, míg a Metacriticen 61 pontos átlagértékelésen áll. A Spotlight World Tour Wii változatát elődeihez hasonlóan kedvezően fogadták a kritikusok, azonban a PlayStation 2-es változat jóval alacsonyabb értékeléseket kapott. A Wii-verzió 68,75%-os, míg a PlayStation 2-verzió 30,25%-os átlagértékelésen áll a GameRankingson.
A 2009 áprilisában megjelent The Movie Nintendo DS változata átlagon aluli, míg a többi verzió negatívabb kritikákat kapott. A Nintendos DS-verzió 45%-os, az Xbox 360-verzió 25,75%-os, a PlayStation 3-verzió 24%-os, míg a Wii-verzió 20%-os átlagpontszámon áll a GameRankingson, illetve az Xbox 360-verzió 25-ön a Metacriticen. A GamesRadar weboldal szerkesztősége a Hannah Montana: The Movie Xbox 360-as verzióját minden idők hetvenhetedik legrosszabb játékának kiáltotta ki. A 2009-es PlayStation Portable exkluzív Rock Out the Show átlagos értékeléseket kapott és 50,50%-os átlagpontszámon áll a GameRankingson.